# سینی رید
سینی رید (به بلغاری: Sini Rid) یک منطقهٔ مسکونی در بلغارستان است که در Ruen واقع شده‌است.